# Isolobodon montanus
Isolobodon montanus је врста глодара из породице хутија (Capromyidae).

## Распрострањење
Ареал врсте је био ограничен на острво Хаити.

## Угроженост
Ова врста је наведена као изумрла, што значи да нису познати живи примерци.